# كفر الشعاورة
قرية كفر الشعاورة هي إحدى القرى التابعة لمركز منيا القمح في محافظة الشرقية في جمهورية مصر العربية. حسب إحصاءات سنة 2006، بلغ إجمالي السكان في كفر الشعاورة 851 نسمة، منهم 436 رجل و415 امرأة.